# سيدي خليل (ولاية بسكرة)

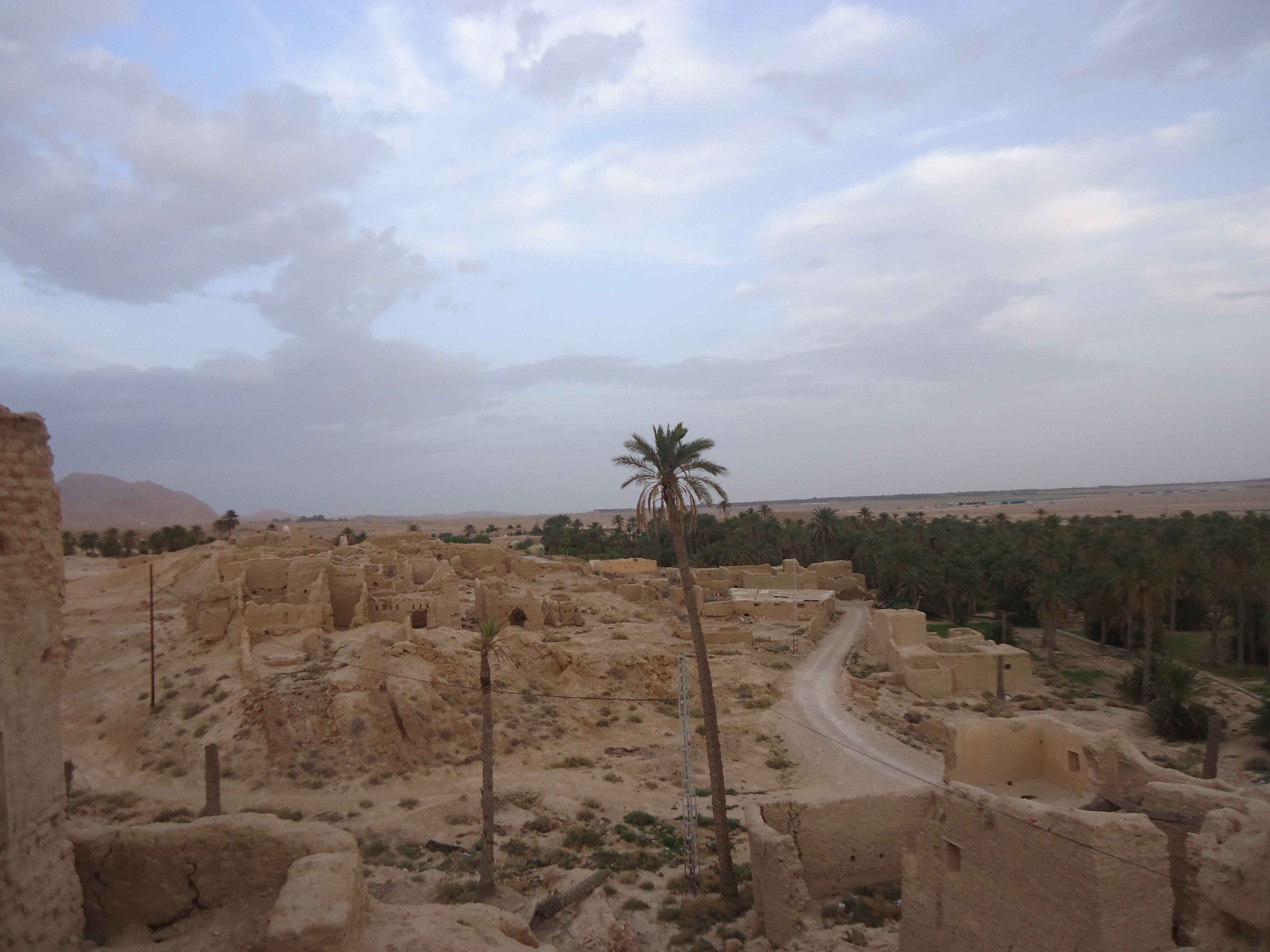
منظر عام لسيدي خليل قديما

 قرية سيدي خليل ولاية بسكرة هي إحدى قرى ولاية بسكرة تبعد عن مقر الولاية بحوالي 11 كلم شرقا تابعة  لبلدية شتمة و دائرة سيدي عقبة يسكنها مابين 1000و 1500 ساكن يعيش معظمهم على عدة حرف من بينها البناء والفلاحة وتربية المواشي والدواجن. تقع جنوب منطقة الاوراس يحدها من الشمال بلدة الدروع ومن الجنوب تهودة ومن الشرق سد فم الخرزة وسريانة ومن الغرب شتمة وتتربع على مساحة 12 كلم مربع مقسمة بين 07 كلم مربع شمالا كلها مرتفعات جبلية ووديان اين توجد واحات النخيل ومنابع المياه والمساكن القديمة والحديثة و 05 كلم مربع تقع جنوب الطريق الولائي الرابط بين شتمة وسيدي عقبة كلها اراضي منبسطة ومسطحة مع سهل تهودة صالحة للزراعة والعمران.

## أصل التسمية
ليست هناك دراسة دقيقة وموثقة في تاريخ هذه البلدة الصغيرة سوى الوثائق الرسمية والمسجلة إلى يومنا هذا في المحاكم الشرعية والمحافظات العقارية وسجلات الأصول ’ باسم السكان الأصليين ’ والتي كتبت في العهد العثماني والفرنسي ’ وهي عقود وقفية (أحباس)عائلية وملكيات لعقارات فلاحية وعقود غرس النخيل بين بعض العائلات ممن يسكنون اليوم في سيدي خليل وهناك بعض الاخبار الشفهية المتبادلة والمتوارثة بين الاجيال لدرجة اليقين عند البعض والشك عند البعض الآخر وبعضها روايات خرافية  ناتجة عن الجهل بالدين والتاريخ والكل يدعي الانتساب لهذا الولي الصالح بدون ان يقدم أي دليل تاريخي أو مادي أو يملك حتى  وثيقة رسمية تثبت نسبه ما عدا بعض الروايات ليس لهم بها من علم  بعيدة عن المنطق والعقل. 
و من بين الاخبار التاريخية والتي يتفق عليها بعض مؤرخي منطقة سيدي عقبة يرجع اسم سيدي خليل لأحد التابعين ممن استشهدوا في معركة تهودة الشهيرة (وادي براز) مع الفاتح عقبة ابن نافع الفهري في القرن السابع ميلادي سنة 63 هجرية، ومن روايات الهلاليين الذين استقروا في هذا المكان منذ قرون ينسبونه الى قبيلة بني هلال ويقولون بانهم من أحفاده ويملكون كل الأدلة التاريخية والتوثيقية التي تثبت ذلك, و بعض الاخبار تقول سميت نسبة إلى الولي الصالح سيدي خليل بن سالم المدفون في منطقة وادي ريغ (المغير)، وبعض الاخبار تقول انها سميت على رجل دين زاهد في العبادة ومتصوف عاش في عهد الدولة الحمادية  كان كثير التنقل بين الصحراء والتل لجمع المخطوطات العلمية توفي في هذه المنطقة وسميت عليه.

## قبل الإسلام
مثلها مثل باقي الجزائر سكنتها عدة قبائل من البربر وهم السكان الاصليين للمنطقة’ والمحتلين مثل الرومان والبزنطيين، وبحكم موقعها الجغرافي المتميز كانت منطقة عبور بين الجنوب والشمال عبر معبر الدروع بمحاذات الواد الأبيض في اتجاه شمال  الاوراس، الطريق القديم للرومان بين تهودة ولامبيز،  وكانت تابعة للمعسكر الروماني الذي كان في تهودة، المتحالف مع بعض البربر ومن بينهم كسيلة بن لمزم الذي كانت علاقته في ذلك الزمن سيئة مع ملكة جبال الاوراس الكاهنة بسبب تحالفه مع الرومان كما كانت هذه البلدة بوابة عبور بين الشرق والغرب تحت سلسلة جبال الاطلس الصحراوي وكانت مكان استراحة للمسافرين والقوافل التجارية بسبب توفرها على عدة منابع طبيعية للمياه وظلال الاشجار.

## بعد الفتوحات الإسلامية
سكنتها عدة قبائل عربية وبربرية الزناتة والتوابة ومن العرب البدوا الرحل وكانت اقامتهم فيها فصلية ’ ومن بطون الأثبج الذين استوطنوا فيها فرقة  من اولاد نابت بن فاضل المنحدرين من قبيلة  بنوا هلال بن عامر العربية  وكانوا أهل بلاغة القادمين من الحواضر العلمية للزاب الشرقي’  فمنهم من عمروا  فيها قليلا  ثم بعد ذلك هاجروا  و منهم من استقروا فيها وأسسوا زاويتهم واهتموا بتدريس القرآن والفقه والشعر الديني  ’ وكانوا هم  سكان هذه المنطقة الأ وائل بعد البربر ’ وكانوا يؤجرون عمال من المناطق المجاورة لا يعرفون عن الأعمال الفلاحية الا القليل’ ويختصر عملهم على الزراعة الفصلية فقط في ذلك الزمن مثل القمح والشعير وبعض  الخضر ’ وكانت ثروة النخيل في ذلك الوقت من أهم الثروات الاقتصادية الدائمة والتي كانت تشجع الناس على الاستقرار والثراء.
ومن اجل هذا الغرض استلزم على اهلها ان يأتوا بأناس مختصين في غرس النخيل ، ولهذا جلبوا اليها بعض العائلات من منطقة وادي ريغ ’ كانوا مهره في غرس النخيل ومتابعته والاعتناء به حتى مرحلة الثمار والجني (المغارسة بالثلث) وكانت لهم عدة حرف أخرى منها  صناعة الطوب والبناء وحفر آ بار المياه  وشق المجاري والطرق الغابية  و كل المجال الفلاحي على العموم وساهموا في بناء واعمار هذه البلدة بشكل كبير واليوم يشكلون غالبية السكان مع بقية العائلات الأخرى والتي كونت مع بعض النسيج السكاني الموجود اليوم الذي يسمى أولاد سيدي خليل.
ومن اراد ان يطلع على تاريخ هذه البلدة بسهولة وبسرعة يتجه إلى الاثار التاريخية  والمناظر  الخلابة  ’ الدشرة القديمة المتواجدة داخل واحة النخيل  ومقسمة إلى دشرتين مرتفعتين  والفاصل بينهما وادي يسمى بساحة مخ البقري (السوق القديم) ’ غربا  توجد  دشرة السكان الأصليين اولاد بن النوي  والتي يوجد بها المسجد  العتيق (زاويتهم ومدفنهم القديم) وبجواره بقايا  منازلهم ومن بينها  القصر الكبير (برج بن النوي) الذي  بناه الايطاليون على شكل هندسي لقصور الاندلس  في القرن التاسع عشر’ لمالكه  بلقاسم  صاحب مال ونفود واحد من سلالة بن النوي المالكة للاراضي و النخيل ، والذي كان متمردا على سلطة شيخ العرب بن قانة ، وكان  ينافسه على حكم بسكرة والصحراء’ وكانت له علاقة جيدة مع حكام بايلك قسنطينة بايلك الشرق ’ انتقم منه شيخ العرب   بتعيين أحد مقربي بلقاسم ’  وهو فلاحه (م. بن العيد) شيخ على قرية سيدي خليل ’’ وبقى خطره على بن قانة قائما حتى استأجر له  رجل اغتاله في بسكرة  سنة 1898 م ’’ وفي الجهة المقابلة  توجد الدشرة الشرقية والتي كانت تسكنها عدة عائلات مختلطة منهم  القادمين من منطقة وادي ريغ  الأوائل ’ وهم  السواسي (اولاد الساسي) ومنهم دار الدبيلي والسبع’’  وايضا دار الزياني ومنهم قواند  ودار بن عيسى ودار ميمي ودار بلال وحشاني ’ والقادمين من منطقة الخضران ووادي سوف’ مثل اولاد  زراري ودار بن شيحة ودار لحسن  وبن ميلود كما لا ننسى دار البازيد ومنهم شهباوي ’ وفي الشمال الشرقي توجد المقبرة القديمة ’ وإذا اتجهنا شرقا أيضا يوجد في المرتفع  المعلم التاريخي مزار سيدي كسكاس، يتوسط  مساكن اولاد نايل بين شمال والجنوب وهم آخر من استقروا  في هذه المنطقة بعدما كانوا رحل ’’ وتحت هذا المكان توجد ساقية عين البزانية المعروفة بميزة مائها العذب وهي مقصد الناس من كل مكان وخاصة في شهر رمضان، كما لا ننسى طيبة سكان هذه القرية المضيافين تجعلها ان تكون قطب سياحي لا يستهان به والتي تتوفر على خزان طبيعي من المياه العذبة وهي اليوم مقصد لصهاريج الشاحنات التي تمون بسكرة وما جاورها كما توجد بها عدة مرافق حديثة عمومية وخاصة.
عند اندلاع الثورة التحريرية كانت هذه البلدة خزان لتموين جيش التحرير بكل المواد الضرورية والملاذ الآمن للثوار ونقطة انطلاق لعدة عمليات فدائية ضد المستعمر الفرنسي وقدمت مجاهدين وشهداء للوطن ’
كما ساهمت في اقتصاد ولاية بسكرة بفظل المنتجات الفلاحية من تمور وخضر والدواجن  والمواشي.